# Actio de in rem verso
Die actio de in rem verso (Verwendungs-, Versionsklage) war eine obligationenrechtliche adjektizische Klage des römischen Rechts. Sie diente dazu, den pater familias und dominus eines Gewaltunterworfenen für Bereicherungen aus Rechtsgeschäften in Anspruch zu nehmen, die diesem durch das Tätigwerden des Gewaltunterworfenen im Rahmen der patria potestas zugeflossen sind. Der Anspruch konnte sich über das gemeine Recht hinaus in Deutschland noch bis zur Einführung des BGB (1. Januar 1900) halten.

## Geschichte

### Römisches Recht
Die Haftungsgrundlage umfasste das zur selbständigen Bewirtschaftung überlassene Vermögen des Gewaltunterworfenen (dumtaxat de peculio) und erstreckte sich auf das, was aus dem Geschäft in das Vermögen des Beklagten gelangt ist (vel si quid in rem Numerii Negidii inde versum est). Die Erstreckung bewirkte, dass Bereicherungen auch dann herauszugeben waren, wenn der Gewaltunterworfene über kein bewirtschaftbares Vermögen verfügte.
Eine Bereicherung lag vor, wenn der Erwerb auf das Vermögen des dominus verwendet worden war, wobei es keine Rolle spielte, ob sie sich als Gewinn oder Ersparnis von Aufwendungen darstellte. Die Voraussetzung, dass der Gewaltunterworfene den Erwerb von Sachen auf das bestehende Vermögen zu verwenden hatte, um in den Anwendungsfall der actio de in rem verso zu gelangen, stellte eine Schuldbeschränkung dar. In diesem Sinne lag eine Bereicherung vor, wenn der Sklave mit geborgtem Geld Schulden des Hausherrn bezahlte, Getreide für den herrschaftlichen Haushalt kaufte oder ein Begräbnis bezahlte, das den dominus anging. Es handelte sich um einen besonderen Fall des Stellvertretungsrechts.
In den Digesten lässt sich nachfolgende Textsequenz des römischen Spätklassikers Ulpian nachlesen:
et regulariter dicimus totiens de in rem verso esse actionem, quibus casibus procurator mandati vel qui negotia gessit negotiorum gestorum haberet actionem quotiensque aliquid consumpsit servus, ut aut meliorem rem dominus habuerit aut non deteriorem.
(Rohübersetzung: „und sagen wir grundsätzlich, dass der Anspruch wegen Verwendungen auf eine Sache grundsätzlich dann gegeben ist, wenn ein Beauftragter oder sonst ein Geschäftsbesorger den Anspruch aus Geschäftsbesorgung hätte, und immer dann, wenn der Sklave etwas aufgewendet hat, um dem Herrn (Eigentümer) eine Verbesserung seiner Sache zu verschaffen oder ihre Verschlechterung zu verhüten“.):
Justinian I. erweiterte die actio de in rem verso auf die Bereicherungen durch Handlungen „Gewaltfreier“ (Nichtsklaven), die im Interesse des Bereicherten tätig wurden.

### Gemeines Recht und preußisches Landrecht

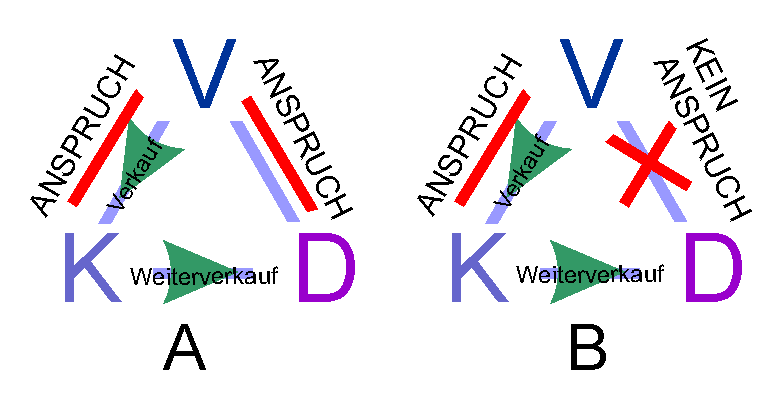
A: Ansprüche V bestehen sowohl an K als auch D; B: V hat nur Ansprüche gegen K – seinen direkten Vertragspartner

Das gemeine Recht, das sich teilweise aus dem römischen Recht entwickelt hatte und in Deutschland bis 1900 galt, griff die verallgemeinerte Regelung auf. Die gemeinrechtliche Versionsklage war stets möglich, wenn Personen fremde Geschäfte führten. Ein Anspruch bestand schon, wenn ein Vermögensvorteil irgendwie zurechenbar in das Vermögen eines anderen gelangt war.
Ähnliche Regelungen enthielten auch die §§ 262 ff. I 13 des preußischen allgemeinen Landrechts:
Derjenige, aus dessen Vermögen etwas in den Nutzen eines Andern verwendet worden, ist dasselbe entweder in Natur zurück, oder für den Werth Vergütung zu fordern berechtigt.

## Geltendes Recht
Die Konsequenz war, dass man nicht nur damit rechnen musste, Ansprüchen seines Vertragspartners ausgesetzt zu werden, wenn man etwas auf Grund eines unwirksamen Vertrages erhalten hatte, sondern sich Ansprüchen Dritter ausgesetzt sah (Siehe Zeichnung A). Es spielte mithin keine Rolle, inwieweit vertragliche Beziehungen zum Dritten bestanden. Es genügte eine Bereicherung ohne Rechtsgrund. Das Insolvenzrisiko seines Vertragspartners konnte überwunden werden, da eine Schadloshaltung beim letzten Empfänger möglich war.
Diese allzu weitreichenden Folgen des Anspruchs führten dazu, dass der Gesetzgeber des deutschen BGB die Versionsklage nicht übernahm. Verkauft also Herr V. eine Sache an Frau K. und diese verkauft weiter an einen Dritten, Herrn D., so kann Herr V., wenn der Vertrag unwirksam war, nur von seinem direkten Vertragspartner Frau K. Wertersatz verlangen. Ist diese zur Zahlung nicht fähig, so kann Herr V. nicht etwa Herrn D. belangen (Siehe Zeichnung B).
Lediglich in § 822 BGB findet sich noch unter engen Voraussetzungen eine Herausgabepflicht Dritter. Bei der Lösung von Bereicherungsfällen spielt die gesetzgeberische Ablehnung der Versionsklage noch heute als Argument der historischen Auslegung eine Rolle.

## Weblink
- Andreas von Tuhr: Actio de in rem verso, Neudruck der Ausgabe, Freiburg im Breisgau, 1895; Aalen, 1970